# Suore zelatrici del Sacro Cuore
Le Suore zelatrici del Sacro Cuore, anche conosciute come Istituto Ferrari, sono un istituto religioso femminile di diritto pontificio: i membri di questa congregazione pospongono al loro nome la sigla S.Z.C.Z.

## Storia
La congregazione trae origine dalla compagnia delle "Pie Dame Zelatrici del Sacro Cuore", fondata all'Aquila nel 1879 da Maria Ferrari per l'assistenza a domicilio agli anziani e agli ammalati.
La società fu approvata come "Pia Unione" nel 1892 dal vescovo dell'Aquila Augusto Antonio Vicentini; nel 1918 Giovanni Garigliano, insigne canonista e amministratore apostolico della diocesi, per assicurare un futuro all'istituzione, volle che i suoi membri professassero i voti e che la Pia Unione si trasformasse così in congregazione religiosa; le Zelatrici del Sacro Cuore furono approvate come congregazione di diritto diocesano dal vescovo Adolfo Turchi con decreto del 14 aprile 1923.
L'istituto ottenne dalla Congregazione per i religiosi e gli istituti secolari il riconoscimento ecclesiastico di istituzione di diritto pontificio con il decreto del 1º luglio 1982, con il quale vennero approvate anche le sue costituzioni.

## Attività e diffusione
Le Zelatrici del Sacro Cuore si dedicano a varie opere di carità, particolarmente all'assistenza agli infermi e all'istruzione ed educazione cristiana della gioventù.
Oltre che in Italia, l'istituto è presente nelle Filippine e in Indonesia; la sede generalizia è all'Aquila.
Al 31 dicembre 2015, la congregazione contava 143 religiose in 17 case.